# Działo 149,1 mm L/50
Działo 149,1 mm L/50 – holenderskie działo okrętowe średniego kalibru 149,1 mm i długości lufy równej 50 kalibrom, używane w sześciu odmianach, które były produkowane przez Boforsa oraz przez Wilton-Fijenoord. Działa te używane były na podstawie pojedynczej, bądź w pojedynczych albo podwójnych wieżach, m.in., w kanonierkach typu Flores, kanonierce „Johan Maurits van Nassau”, krążownikach lekkich typu Java oraz w podwójnych i pojedynczych wieżach na krążowniku lekkim „De Ruyter”, a także krążownikach typu Tromp.
Działo o wadze 7,24 do 7,5 tony, produkowane było w kilku nieznacznie różniących się wersjach:
- Mark 6 Bofors M1924 dla krążowników „Java” i „Sumatra”;
- Mark 7 Bofors M1925 dla kanonierek „Flores” i „Soemba”;
- Mark 8 Bofors dla „Johan Maurits van Nassau”;
- Mark 9 Wilton-Fijenoord w podwójnej wieży dla krążownika „De Ruyter”;
- Mark 10 Wilton-Fijenoord pojedyncze dla „De Ruyter”;
- Mark 11 Wilton-Fijenoord dla krążowników lekkich typu Tromp.

Działa te strzelały pociskami przeciwpancernymi (AP) o wadze 46,7 kg, bądź pociskami burzącymi (HE) o wadze 46 kg. Masa wieży z działem pojedynczym na krążowniku „De Ruyter” wynosiła 25 ton, a wieży z dwoma działami 70,6 tony, przy możliwej elewacji na tej jednostce oraz krążownikach typu Tromp wynoszącej 60°, na pozostałych zaś okrętach 29° bądź 30°.